# Zofia Rydet
Zofia Rydet (sinh ngày 5 tháng 5 năm 1911 - mất ngày 24 tháng 8 năm 1997) là một nhiếp ảnh gia người Ba Lan. Bà nổi tiếng với dự án "Hồ sơ xã hội". Dự án này được thực hiện nhằm ghi nhận tư liệu của từng hộ gia đình ở Ba Lan. Bà bắt đầu thực hiện dự án "Hồ sơ xã hội" vào năm 1978, ở tuổi 67. Tính đến năm 1997, bà đã chụp gần 20.000 bức ảnh. Nhiều cuộn phim trong số này đến nay vẫn chưa được rửa ra. Nhân vật chính trong các bức ảnh chủ yếu bao gồm trẻ em, đàn ông, phụ nữ, các cặp vợ chồng, gia đình và người già đang sinh hoạt giữa đồ đạc trong nhà của họ. Phong cách chụp ảnh của Rydet là chụp thẳng mặt đối tượng của mình, sử dụng ống kính góc rộng và đèn flash.

## Đời tư
Rydet sinh tại Stanisławów. Bà đã tham dự Główna Szkoła Gospodarcza Żeńska ở Snopków. Khi còn trẻ, bà đã làm qua một số công việc khác nhau, bao gồm làm nhân viên tại Văn phòng Du lịch Ba Lan-Orbis và làm quản lý một cửa hàng văn phòng phẩm.
Ở tuổi trung niên, Rydet theo đuổi sở thích chụp ảnh. Bà gia nhập Hiệp hội Nhiếp ảnh Gliwice vào năm 1954 để nâng cao kỹ năng của mình.

## Tác phẩm
Năm 1961, Rydet tổ chức một triển lãm ảnh lớn mang tên Mały człowiek (Little Man). Rydet tổ chức triển lãm này nhằm truyền tải thông điệp rằng trẻ em cũng giống như người lớn, cũng có cả những trải nghiệm tốt và xấu trong đời. Qua những bức ảnh, bà cũng gửi gắm thông điệp rằng các vấn đề và chính sách xã hội có thể có ảnh hưởng đến trẻ em. Rydet không muốn trẻ em trong mắt mọi người chỉ bị đóng khuôn với hình ảnh vô tư mà trẻ em là một con người thật sự.
Năm 1965, các tác phẩm trong triển lãm này được tập hợp thành một cuốn sách do Wojciech Zamecznik biên tập. Trong cùng năm đó, bà gia nhập Liên minh các nhiếp ảnh gia nghệ thuật của Ba Lan.
Trong sê-ri Czas prezemianija (The Passage of Time, 1963-1977), Rydet đã khắc họa phẩm giá và sự duyên dáng của tuổi già qua loạt ảnh chân dung chụp cận cảnh. Năm 1976, bà được nhận giải thưởng Excellence de la Fédération Internationale de l´Art Photographique (EFIAP).
Năm 1978, Rydet bắt đầu thực hiện dự án "Zapis Socjologiczny" ("Hồ sơ xã hội"). Thành quả của dự án này là hàng nghìn bức ảnh trắng đen, chụp lại sinh hoạt đời thường tại các hộ gia đình trên khắp Ba Lan.
Rydet mất tại Gliwice vào ngày 24 tháng 8 năm 1997.